# Eleccions generals de Tanzània de 1990
El 28 d'octubre de 1990 es van celebrar eleccions generals en Tanzània. El país era un estat unipartidista en aquest moment, amb el Partit de la Revolució (CCM) com a únic partit legal. Per a l'elecció de l'Assemblea Nacional hi havia dos candidats del mateix partit en cada circumscripció, mentre que l'elecció presidencial va ser, en realitat, un referèndum sobre el candidat del CCM, Ali Hassan Mwinyi, que es presentava per segona vegada consecutiva.
El nombre de circumscripcions electorals es va incrementar de 119 a 130. La participació dels votants va ser del 74,4% dels 7.296.553 votants registrats.
Després de l'aixecament de la prohibició d'altres partits polítics en 1992, aquesta va ser l'última elecció unipartidaria que es va celebrar en Tanzània.

## Resultats

### President
| Elecció                          | Vots      | %     |
| -------------------------------- | --------- | ----- |
| A favor                          | 5,198,120 | 97.78 |
| En contra                        | 117,366   | 2.21  |
| Vots nuls/en blanc               | 109,796   | -     |
| Total                            | 5,425,282 | 100   |
| Font: African Elections Database |           |       |

### Assemblea nacional
| Partit                 | Vots      | %   | Escons |
| ---------------------- | --------- | --- | ------ |
| Partit de la Revolució | 5,007,027 | 100 | 284    |
| Vots nuls/en blanc     | 418,255   | -   | -      |
| Total                  | 5,425,282 | 100 | 284    |
| Font: Nohlen et al.    |           |     |        |